# Kerk van Östersundom
De Kerk van Östersundom (Fins: Östersundomin kirkko) is tegenwoordig de oudste kerk van de Finse hoofdstad Helsinki. Tot 2009 was de kerk gelegen in de gemeente Sipoo, maar sinds de herindeling bevindt de kerk zich in Helsinki's stadsdistrict Östersundom.

## Geschiedenis
Östersundom, dat tot 2009 tot de gemeente Sipoo behoorde, kreeg tegen het einde van de 17e eeuw een eigen kapel. Tijdens de Grote Noordse Oorlog (1700–1721) en in de Hoedenoorlog (1741–1743) raakte de kerk zo zwaar beschadigd dat het gebouw in het midden van de 18e eeuw moest worden afgebroken. De huidige kerk werd in de jaren 1753-1754 op de plaatst van de oude kerk gebouwd. Daarmee is de kerk van Östersundom het oudste kerkgebouw van het huidige stadsgebied van Helsinki, voor zover men tenminste geen rekening houdt met de in 1685–1686 gebouwde Oude Kerk van Karuna, die in 1912 naar het openluchtmuseum Seurasaari werd verplaatst.
Toen het westelijke deel van Sipoo in 2009 bij Helsinki werd gevoegd, werd de kerk van Östersundom ingedeeld bij de evangelisch-lutherse Michaëlsgemeente van het stadsdeel Mellunkylä.
De kerk werd in 1895 grondig gerenoveerd. Zo werd de klokkentoren herbouwd en de toren werd van een spitse opbouw. De kerk kreeg in 1912 centrale verwarming en in 1948 elektrische verlichting. Een orgel werd in 1969 ingebouwd. In 2003 kreeg de kerk binnen een schilderdbeurt en werd de elektriciteit vernieuwd. In hetzelfde jaar kreeg de kerk de naam Kerk van Östersundom toebedeeld.

## Omschrijving
De Kerk van Östersundom is een houten gebouw met een nogal ongewone, achthoekige plattegrond. Het altaarschilderij van Jezus die de storm stilt werd in 1934 geschilderd door Hjördis Nyberg. Het opmerkelijke votiefschilderij op de linker muur toont Gustaaf II Adolf en Karel XII van Zweden aan de voet van de gekruisigde Christus.